# ELEMENT OF LOVE
『ELEMENT OF LOVE』（エレメント・オブ・ラブ）は、Λuciferの3枚目のアルバム。

## 概要
- 前作から約1年1ヶ月ぶりとなる、Λucifer最後のオリジナル・アルバム。
- シングル2曲を収録。
- 本作では、メンバー自身によって作詞・作曲されたものが9割方を占めている。
- 発売当時のキャンペーンでは、このアルバムに付属している告知資料の応募券とシングル『Regret』の初回生産分に封入の応募券の2枚をハガキにて応募すると、抽選で「Orange (Vitamin Version)」を収録したCDがプレゼントされた。

## 収録曲
1. ELEMENTS
  - 作曲:ATSURO
2. Jealousy
  - 作詞:MAKOTO 作曲:ATSURO
3. Desire
  - 作詞:MAKOTO 作曲:MAKOTO&MASAKI
4. Regret
  - 作詞:MAKOTO 作曲:ATSURO&MASAKI

8枚目のシングル
5. Orange
  - 作詞・作曲:TOWA
6. BLACK SHADOW
  - 作詞・作曲:ATSURO
7. Graduation
  - 作詞:MAKOTO 作曲:MAKOTO&ATSURO
8. Poker Face
  - 作詞:MAKOTO 作曲:YUKI
9. Shooting Star
  - 作詞:MAKOTO&YUKI 作曲:YUKI
10. ハイパーソニック ソウル
  - 作詞:森 雪之丞 作曲:TAKUYA

7枚目のシングル
11. LABYRINTH
  - 作詞:TOWA 作曲:ATSURO
12. except
  - 作詞・作曲:SANTA